# Neville Godwin
Neville Godwin (* 31. Januar 1975 in Johannesburg) ist ein ehemaliger südafrikanischer Tennisspieler.

## Leben
Godwin, dessen Vater als Tennistrainer arbeitete, begann im Alter von drei Jahren mit dem Tennisspiel. 1991 trat er erstmals beim Juniorenturnier von Wimbledon an, scheiterte aber in der zweiten Runde an Vincent Spadea. Im darauf folgenden Jahr erreichte er dort das Viertelfinale und stand im Doppelfinale des Juniorenturniers der French Open. 1993 nahm er am Doppelfinale des Juniorenturniers der French Open und von Wimbledon teil und errang den Doppeltitel bei den US Open Junior Championships.
1994 wurde Godwin Tennisprofi. Seinen ersten Titel errang er 1996 an der Seite von Leander Paes beim Challenger-Turnier von Jerusalem. Im Laufe seiner Karriere konnte er insgesamt elf Challenger-Doppeltitel erringen. Zudem gelangen ihm zwei Challenger-Einzeltitel. Sein größter Erfolg auf der ATP World Tour war der Titelgewinn beim Turnier in Newport 2001, nachdem er dort bereits 1998 im Finale gestanden hatte. Im Doppel konnte er keine Titel auf der ATP World Tour erringen, erreichte aber drei Mal ein Finale. Seine höchste Notierung in der Weltrangliste erreichte er 1997 mit Position 90 im Einzel sowie 2000 mit Position 57 im Doppel.
Sein bestes Einzelergebnis bei einem Grand-Slam-Turnier war das Erreichen des Achtelfinales von Wimbledon 1996. Dort profitierte er nach Siegen gegen Cristiano Caratti und Grant Stafford von einer verletzungsbedingten Aufgabe von Boris Becker, war dann jedoch dessen Landsmann Alex Rădulescu klar in drei Sätzen unterlegen. In der Doppelkonkurrenz erreichte er jeweils das Achtelfinale von Wimbledon und der US Open, sein bestes Ergebnis war die Viertelfinalteilnahme bei den French Open 2000. An der Seite von Michael Hill unterlag er den späteren Finalisten Paul Haarhuis und Sandon Stolle. 1998 stand er zudem im Achtelfinale des Mixed-Wettbewerbs von Wimbledon.
Godwin spielte zwischen 1999 und 2001 7 Einzel- sowie 2 Doppelpartien für die südafrikanische Davis-Cup-Mannschaft. Seine zwei Doppelpartien konnte er gewinnen, seine Einzelbilanz war 2:5, wobei er unter anderem Greg Rusedski und Tim Henman bei der Partie gegen Großbritannien unterlegen war.

## Erfolge
| Legende                       |
| Grand Slam                    |
| Tennis Masters Cup            |
| ATP Masters Series            |
| ATP International Series Gold |
| ATP International Series (1)  |

### Einzel
| Nr. | Datum         | Turnier | Belag | Finalgegner | Ergebnis |
| --- | ------------- | ------- | ----- | ----------- | -------- |
| 1.  | 15. Juli 2001 | Newport | Rasen | Martin Lee  | 6:1, 6:4 |